# El pop que llevas dentro
El pop que llevas dentro es un álbum recopilatorio de varios artistas compuesto por 19 canciones, editado en el año 2003, perteneciente a las compañías discográficas Zero Records y Anfeca Music, en la portada del álbum se refleja la imagen de un cielo celeste y un mar, y dentro de ambos se refleja la imagen de un refresco con limón introducido dentro de un biberón, se trata de un CD extremadamente similar al CD casi homónimo de la misma compañía discográfica y mismo diseño El pop que llevas dentro 2.

## Canciones
| N.º | Título                                 | Intérprete                 | Duración |  |
| 1.  | «Mi vida rosa»                         | Los Romeos                 |          |  |
| 2.  | «Como te mueves»                       | Modestia Aparte            |          |  |
| 3.  | «El imperio contraataca»               | Los Nikis                  |          |  |
| 4.  | «Acércate y bésame»                    | La Trampa                  |          |  |
| 5.  | «Quiero beber hasta perder el control» | Los Secretos               |          |  |
| 6.  | «Grité una noche»                      | Nacha Pop                  |          |  |
| 7.  | «Mil calles llevan hacia ti»           | La Guardia                 |          |  |
| 8.  | «Entre tú y yo»                        | El Norte                   |          |  |
| 9.  | «En algún lugar»                       | Duncan Dhu                 |          |  |
| 10. | «20 de abril»                          | Celtas Cortos              |          |  |
| 11. | «El ataque de las chicas cocodrilo»    | Hombres G                  |          |  |
| 12. | «Espiando a mi vecina»                 | Un Pingüino en mi Ascensor |          |  |
| 13. | «Adiós a las armas»                    | Noviembre                  |          |  |
| 14. | «Espaldas mojadas»                     | Tam Tam Go!                |          |  |
| 15. | «Me duele la cara de ser tan guapo»    | Los Inhumanos              |          |  |
| 16. | «Naturaleza muerta»                    | Danza Invisible            |          |  |
| 17. | «Pandilleros»                          | Dinamita Pa Los Pollos     |          |  |
| 18. | «Ferrol»                               | Los Limones                |          |  |
| 19. | «Chiquilla»                            | Seguridad Social           |          |  |